# Liste der Stolpersteine in Oegstgeest

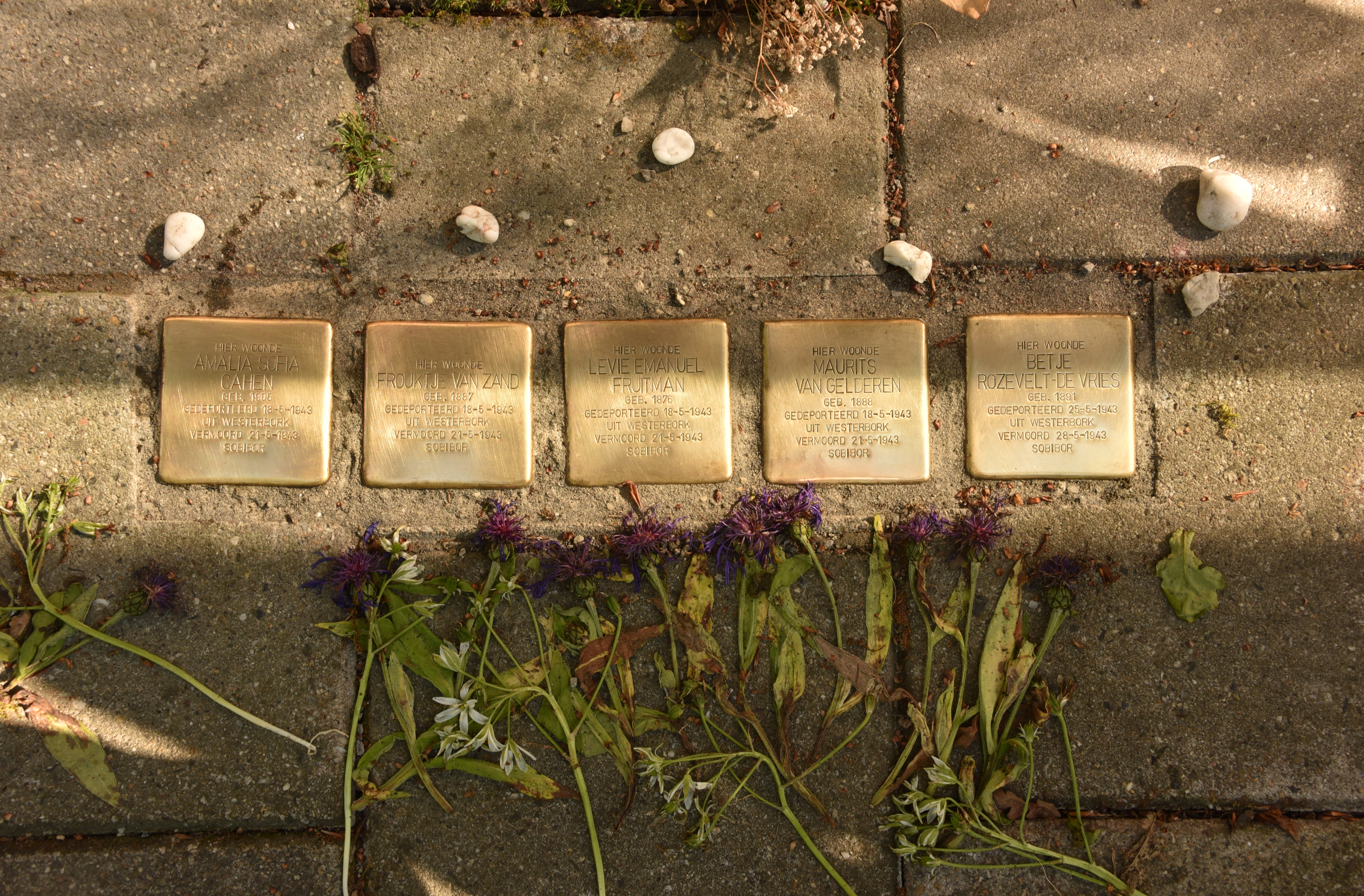
Stolpersteine im Endegeesterstraatweg 5

Die Liste der Stolpersteine Oegstgeest umfasst jene Stolpersteine, die vom deutschen Künstler Gunter Demnig in Oegstgeest verlegt wurden, einer Gemeinde in der niederländischen Provinz Südholland. Stolpersteine sind Opfern des Nationalsozialismus gewidmet, all jenen, die vom NS-Regime drangsaliert, deportiert, ermordet, in die Emigration oder in den Suizid getrieben wurden. Demnig verlegt für jedes Opfer einen eigenen Stein, im Regelfall vor dem letzten selbst gewählten Wohnsitz.
Der erste Stolperstein in dieser Gemeinde wurde am 12. April 2023 verlegt.

## Verlegte Stolpersteine
In Oegstgeest wurden zehn Stolpersteine an vier Adressen verlegt.
| Stolperstein | Übersetzung | Verlegeort               | Name, Leben                               |
| ------------ | --- | ------------------------ | ----------------------------------------- |
|              | HIER WOHNTE AMALIA SOFIA CAHEN GEB. 1905 DEPORTIERT 18-5-1943 AUS WESTERBORK ERMORDET 21-5-1943 SOBIBOR            | Endegeesterstraatweg 5   | Amalia Sofia Cahen (1905–1943)            |
|              | HIER WOHNTE LEVIE EMANUEL FRUITMAN GEB. 1876 DEPORTIERT 18-5-1943 AUS WESTERBORK ERMORDET 21-5-1943 SOBIBOR        | Endegeesterstraatweg 5   | Levie Emanuel Fruitman (1876–1943)        |
|              | HIER WOHNTE MAURITS VAN GELDEREN GEB. 1888 DEPORTIERT 18-5-1943 AUS WESTERBORK ERMORDET 21-5-1943 SOBIBOR          | Endegeesterstraatweg 5   | Maurits van Gelderen (1888–1943)          |
|              | HIER WOHNTE ALEIDA MARIA GOUDSMIT-COHEN GEB. 1872 DEPORTIERT 6-4-1943 AUS WESTERBORK ERMORDET 9-4-1943 SOBIBOR     | Frederik Hendriklaan 18  | Aleida Maria Goudsmit-Cohen (1872–1943)   |
|              | HIER WOHNTE ELISA ALIDA LIONI-GOLDSCHMIDT GEB. 1871 DEPORTIERT 27-4-1943 AUS WESTERBORK ERMORDET 30-4-1943 SOBIBOR | Rhijngeesterstraatweg 13 | Elisa Alida Lioni-Goldschmidt (1871–1943) |
|              | HIER WOHNTE BARUCH PINTO GEB. 1863 DEPORTIERT 27-4-1943 AUS WESTERBORK ERMORDET 30-4-1943 SOBIBOR                  | Warmonderweg 24          | Baruch Pinto (1863–1943)                  |
|              | HIER WOHNTE ROSALIE PINTO-JUCHENHEIM GEB. 1864 DEPORTIERT 27-4-1943 AUS WESTERBORK ERMORDET 30-4-1943 SOBIBOR      | Warmonderweg 24          | Rosalie Pinto-Juchenheim (1864–1943)      |
|              | HIER WOHNTE BETJE ROZEVELT-DE VRIES GEB. 1881 DEPORTIERT 25-5-1943 AUS WESTERBORK ERMORDET 28-5-1943 SOBIBOR       | Endegeesterstraatweg 5   | Betje Rozevelt-de Vries (1881–1943)       |
|              | HIER WOHNTE FROUKTJE VAN ZAND GEB. 1887 DEPORTIERT 18-5-1943 AUS WESTERBORK ERMORDET 21-5-1943 SOBIBOR             | Endegeesterstraatweg 5   | Frouktje van Zand (1887–1943)             |

## Verlegedatum
- 12. April 2023 durch den Künstler Gunter Demnig persönlich[2]